# レソトの世界遺産
レソトの世界遺産について示す。レソトの世界遺産条約締約は2003年11月25日のことである。2013年の第37回世界遺産委員会で初めて世界遺産リスト登録物件を保有した（以下はいずれも第37回世界遺産委員会終了時点の情報である）。

## 文化遺産・自然遺産
レソトには文化遺産や自然遺産は存在しない。

## 複合遺産

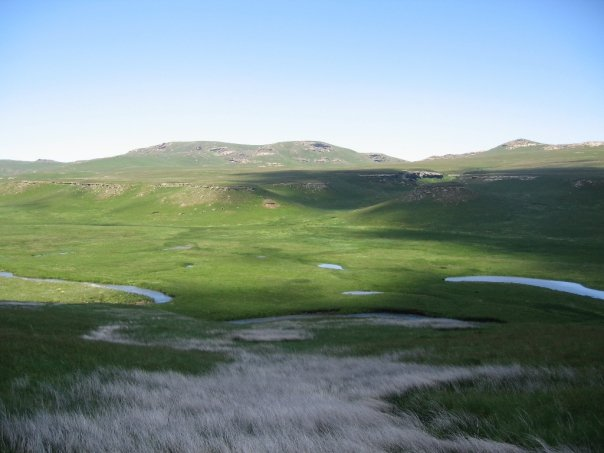
セアラバセベ国立公園

複合遺産「マロティ＝ドラケンスバーグ公園」を南アフリカ共和国と共有する。この物件は南アフリカのウクハランバ・ドラケンスバーグ公園と、レソトのセアラバセベ国立公園で構成されている。ドラケンスバーグ山脈（マロティ山脈を含む）の優れた自然美や生物多様性、そしてサン人が数千年にわたって残してきた岩絵群が評価されたものである。

## 暫定リスト
レソトは以下のものを世界遺産の暫定リストに記載している。

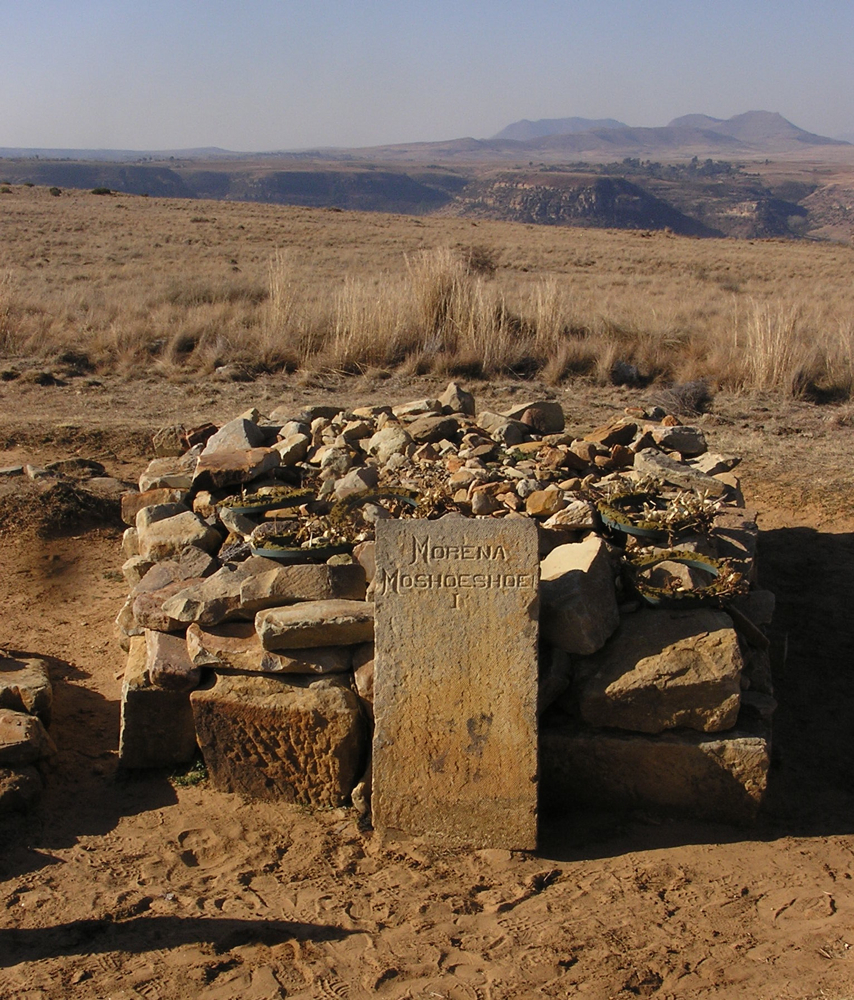
タバ・ボシウのモシェシェ1世の墓

- タバ・ボシウ国定記念物 (Thaba-Bosiu National Monument)
  - タバ・ボシウは、首都マセル近郊にある丘で、「夜の山」の意味[2]。19世紀のバソトランドの王モショエショエ1世が要塞を建設し、独立を守り抜いた記念すべき場所である[2][3]。暫定リストへの記載は2008年のことである[1]。